# Compsa nipha
Compsa nipha är en skalbaggsart som beskrevs av Martins och Dilma Solange Napp 1986. Compsa nipha ingår i släktet Compsa och familjen långhorningar.
Artens utbredningsområde är Venezuela. Inga underarter finns listade i Catalogue of Life.